# Reginaldus Cools
Reginaldus Cools (Anversa, 28 gennaio 1618 – Anversa, 2 dicembre 1706) è stato un vescovo cattolico fiammingo.

## Biografia
Studiò giurisprudenza a Lovanio. Per breve tempo esercitò la professione di avvocato a Bruxelles.
Nel 1645 entrò nell'Ordine dei frati predicatori a Bruxelles. Fu ordinato presbitero e conseguì il dottorato in teologia.
Il 24 febbraio 1677 fu eletto vescovo di Roermond. Il suo motto fu Non nobis, prime parole del versetto del salmo Non nobis Domine, non nobis, sed nomini tuo da gloriam (Salmo 114,1).
Nel 1699, all'età di 81 anni, fu eletto vescovo di Anversa. Il 12 giugno 1700 fece il suo ingresso in città, dove fu vescovo per sei anni.
Morì nel 1706 a 88 anni e fu sepolto nel coro della cattedrale di Anversa.

## Genealogia episcopale e successione apostolica
La genealogia episcopale è:
- Cardinale Juan Pardo de Tavera
- Cardinale Antoine Perrenot de Granvelle
- Vescovo Frans van de Velde
- Arcivescovo Louis de Berlaymont
- Vescovo Maximilien Morillon
- Vescovo Pierre Simons
- Arcivescovo Matthias Hovius
- Arcivescovo Jacobus Boonen
- Arcivescovo Gaspard van den Bosch
- Vescovo Marius Ambrosius Capello, O.P.
- Arcivescovo Alphonse de Berghes
- Vescovo Reginaldus Cools, O.P.